# Gustav Lindenthal
Gustav Lindenthal (21 de mayo de 1850 - 31 de julio de 1935) fue un ingeniero civil estadounidense de origen centroeuropeo, que además de numerosas estructuras, diseñó el Puente de Hell Gate en Nueva York.: 283 
El trabajo de Lindenthal se vio muy afectado por su búsqueda de la perfección y su amor por el arte. Sus estructuras no solo cumplen el propósito para el que fueron diseñadas, sino que son estéticamente agradables para el público. Habiendo recibido poca educación formal y ningún título en ingeniería civil, Lindenthal basó su trabajo en su experiencia previa y las técnicas utilizadas por otros ingenieros de la época.

## Primeros años
Lindenthal nació en Brünn, Imperio Austríaco (actualmente Brno, República Checa) en 1850. Comenzó a recibir instrucción práctica en 1866, cuando se empleó como albañil y carpintero. A la edad de 18 años, dejó a su familia y se trasladó a Viena.

## Carrera

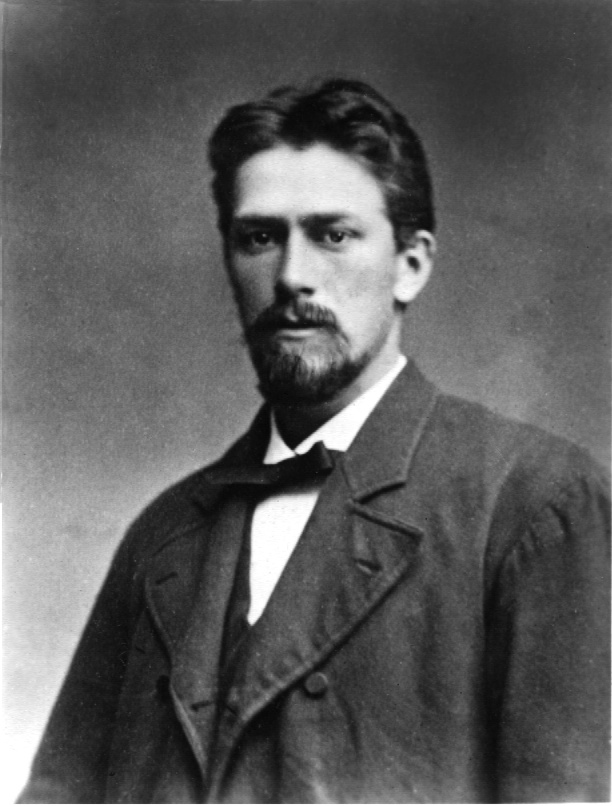
Gustav Lindenthal en 1880

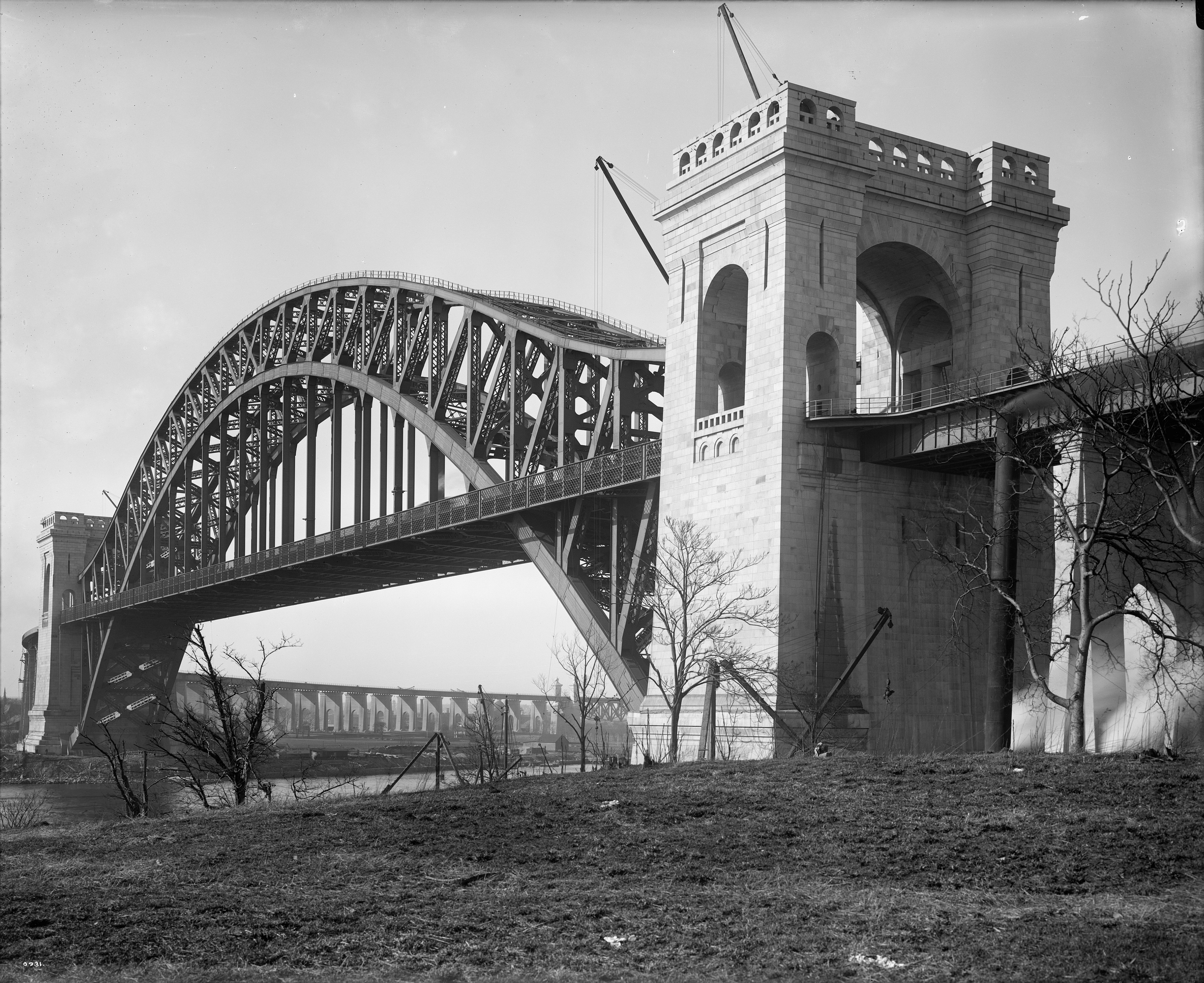
El Puente de Hell Gate (hacia 1917)

Cuando llegó a Viena, se convirtió en asistente en el departamento de ingeniería del Ferrocarril Emperatriz Isabel de Austria. Dos años más tarde se incorporó a la Compañía de Construcción Unión, donde ganó experiencia en la construcción de rampas y de ferrocarriles inclinados. Un año después, decidió trabajar en los Ferrocarriles Federales Suizos, donde fue contratado como ingeniero de la división a cargo de la ubicación y la construcción.
Mientras vivía en Viena, asistió a algunas conferencias públicas de ingeniería en una universidad local. Sin embargo, nunca asistió a la universidad ni recibió un título. De hecho, Lindenthal se formó a sí mismo en matemáticas, teoría de la ingeniería, metalurgia, hidráulica, ciencias de administración y gestión y todo lo demás que un ingeniero de puentes exitoso necesitaba saber. Sin embargo, la falta de educación formal le impidió avanzar en Europa, por lo que decidió emigrar a los Estados Unidos en 1874.
Cuando llegó por primera vez a los Estados Unidos, trabajó como oficial albañil para el edificio conmemorativo de granito de la Exposición Universal de Filadelfia (1876) en Filadelfia. Después de la finalización de este proyecto, trabajó para la Keystone Bridge Company de Pittsburgh, interviniendo en numerosos proyectos durante un período de tres años. Mientras trabajaba para esta compañía, ganó una valiosa experiencia que lo impulsó al estatus de ingeniero de puentes.
Trabajó para el Atlantic and Great Western Railroad entre 1879 y 1881.
En 1881, Lindenthal estableció su propio negocio de consultoría y construyó cuatro puentes en el área de Pittsburgh: 30th Street Bridge (Herrs Island); Puente de Smithfield Street (a través del Río Monongahela; 1883), un puente sobre río Youghiogheny en McKeesport (1883); y el Puente de la Calle Séptima (Río Allegheny; 1884).: 129  En 1884, fundó la North River Bridge Company en Nueva York, con la intención de construir un puente sobre el Río Hudson para el Pennsylvania Railroad (PRR).: 20  Aunque el PRR finalmente decidió construir un túnel debajo del río en lugar de un puente, las dos compañías continuaron su relación. El PRR contrató a Lindenthal en 1904 para trabajar en el New York Connecting Railroad y dirigir el proyecto del Puente de Hell Gate. El puente fue inaugurado por Lindenthal y representantes del PRR el 9 de marzo de 1917.: 297 
La Ciudad de Nueva York nombró a Lindenthal Comisionado de Puentes en 1902. Trabajó en varios proyectos de puentes, como el del Río Este (Nueva York) y dirigió el proyecto del Puente de Queensboro, que se completó en 1909.
La North River Bridge Company desarrolló otra propuesta para un gran puente colgante sobre el río Hudson en 1920. Este diseño se habría construido en la calle 57 en Manhattan, para dar paso a carreteras y ferrocarriles, pero ni la ciudad ni los ferrocarriles dieron su apoyo (el colega de Lindenthal, Othmar Ammann, desarrolló una propuesta de puente reducido varios años después, que se convirtió en el Puente George Washington, completado en 1931).
Lindenthal trabajó en varios otros proyectos de puentes en todo el país en la década de 1920. Tal vez su logro más famoso y duradero fuera de Nueva York es el Puente de Sciotoville sobre el Río Ohio, completado casi al mismo tiempo que el Puente de Hell Gate.
A la edad de ochenta y cinco años, Lindenthal sucumbió a una larga enfermedad y murió poco después, en su casa de Metuchen. Hasta ese momento, permaneció activo como presidente e ingeniero jefe de la North River Bridge Company.

## Prácticas de ingeniería
En el plano técnico, Lindenthal mantenía una diferencia de opinión con algunas de las prácticas de ingeniería usuales en su época. Los ferrocarriles eran muy influyentes por entonces, y financiaron la mayoría de los grandes puentes que se llevaron a cabo. Como los trenes eran muy pesados, los ingenieros, de forma conservadora, construyeron puentes que eran demasiado grandes, voluminosos y caros. 
Lindenthal señaló que la mayoría de los puentes no tenían que soportar la carga completa de un tren. El tren se mueve a través del puente y desplaza su carga de manera uniforme. Sin embargo, no fue así como se probaban entonces los puentes para ver si funcionaba un diseño. El peso muerto del tren simplemente se agregaba al del puente, y si no se sostenía, se decía que era estructuralmente inestable. La idea de Lindenthal de no tener que considerar la carga completa permitió a los diseñadores de puentes crear puentes que aún eran estables, pero al mismo tiempo mucho más ligeros y económicos.

## Logros estructurales
Desde el punto de vista geométrico, Gustav Lindenthal realizó puentes que alcanzaron alturas récord en su momento. En la época de la finalización del Hell Gate, era el puente de acero más largo y pesado del mundo. También amplió la idea de calzadas de "doble piso" en sus puentes. El puente de Queensboro es una de las estructuras diseñadas por Lindenthal donde se muestra la idea de dos pisos superpuestos en la celosía de la estructura.

## Técnicas de construcción
Durante el tiempo en que Lindenthal practicó la ingeniería, la industria del ferrocarril se estaba expandiendo y reemplazando muchos puentes de entramado de madera por otros más resistentes, capaces de manejar las cargas de locomotoras más pesadas. Para acomodar estos trenes más pesados, se estaban utilizando diferentes materiales de construcción. Los materiales considerados por ingenieros como Lindenthal fueron el hormigón armado, los cables de acero y el propio acero estructural.
El acero y el hormigón armado fueron dos materiales principales utilizados en los puentes de celosía diseñados por Gustav Lindenthal. El uso de hormigón armado fue una idea relativamente novedosa en la construcción de puentes, con su primer uso en 1889.
El diseño del puente de Hell Gate requirió un enfoque diferente para su construcción. Casi todas sus partes principales se componen de celosías más pequeñas. Se ejecutó sin la asistencia de ningún apeo provisional o elemento que no formara parte del puente definitivo. Esto se logró al construir las dos mitades del arco simultáneamente desde cada torre. El montaje de las piezas de acero fue apoyado con el uso de cables durante la construcción para llevar la carga de los arcos hasta que finalmente se encontraron en el centro del tramo.

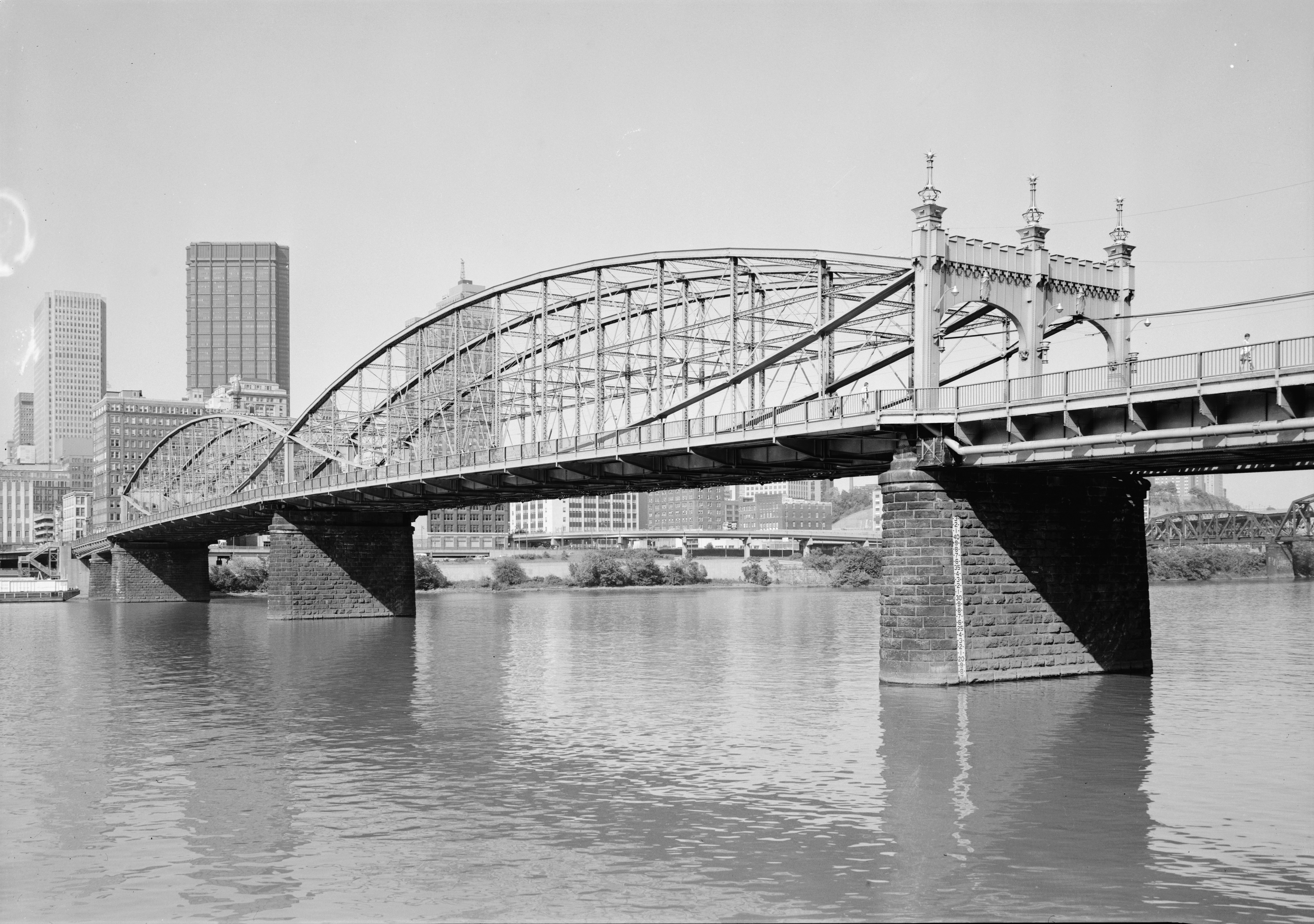
Puente de la Calle Smithfield

En otra ocasión, era necesario construir un puente sobre el río Monongahela, después de que el transbordador, usado durante muchos años, quedó obsoleto. El primer puente, diseñado por John Augustus Roebling, se balanceaba y se desviaba continuamente, además de ser "inestable y débil". Se le dio la oportunidad a Lindenthal de diseñar un nuevo puente que lo sustituyera, el Puente de la Calle Smithfield en Pittsburgh.
Este puente, completado en 1883 usando la forma estructural de una viga continua, podía soportar tensiones más altas, así como también usar recursos que lo hacían más económico (aproximadamente se ahorraron 23.000 dólares simplemente usando estos materiales). "El uso de Lindenthal del acero en lugar de hierro siempre que fue posible, se basó en la economía tanto como en cualquier otro factor".

## Medalla Gustav Lindenthal
La Conferencia Internacional de Puentes es el acto de la presentación anual de la Medalla Gustav Lindenthal. Los ganadores de este premio han incluido al Viaducto de Millau y el Puente Juscelino Kubitschek.